# Thiratoscirtus iyomii
Espèce
Thiratoscirtus iyomii est une espèce d'araignées aranéomorphes de la famille des Salticidae.

## Distribution
Cette espèce est endémique du Congo-Kinshasa. Elle se rencontre dans le parc national de la Salonga.

## Description
La carapace du mâle holotype mesure 1,82 mm de long sur 1,42 mm et l'abdomen 1,48 mm de long sur 1,08 mm et la carapace de la femelle paratype mesure 1,60 mm de long sur 1,26 mm et l'abdomen 1,58 mm de long sur 1,38 mm.

## Systématique et taxinomie
Cette espèce a été décrite par Pett en 2024.

## Étymologie
Cette espèce est nommée en l'honneur d'Iyomi. 

## Publication originale
- Pett, Iyomi & Mbende, 2024 : « Discovery of three new species of Thiratoscirtus (Araneae: Salticidae: Thiratoscirtinae) from Central African rainforest. » Zootaxa, no 5399(2), p. 155-162.